# Sitio de los fuertes de Salamanca
El sitio de los fuertes de Salamanca (17-27 de junio de 1812) vio cómo una guarnición de 800 hombres del Imperio francés dirigida por el teniente coronel Duchemin defendió tres conventos fortificados en la ciudad de Salamanca contra el ejército anglo-aliado de 48 000 hombres dirigido por Arthur Wellesley, Lord Wellington. Durante este tiempo, el comandante francés mariscal Auguste Marmont dirigió un ejército francés de 40 000 hombres en un intento infructuoso de relevar la guarnición. Un fallo de los aliados al no traer suficiente munición de artillería hizo que el asedio se prolongara. La guarnición rechazó un intento prematuro de los británicos de asaltar los conventos fortificados el 23 de junio, pero finalmente se rindió cuatro días más tarde después de que un bombardeo de artillería abriera una brecha en un fuerte e incendiara otro. Durante sus maniobras, Marmont se formó la idea de que Wellington solo estaba dispuesto a actuar a la defensiva. Esta idea errónea contribuiría a la derrota de Marmont en la batalla de Salamanca un mes después. 

## Antecedentes

### Situación estratégica
El 20 de enero de 1812, el ejército anglo-portugués comandado por Wellington concluyó con éxito el sitio de Ciudad Rodrigo. A esto le siguió el sitio de Badajoz, que terminó el 6 de abril de 1812 cuando el ejército de Wellington asaltó y capturó esa ciudad. Con estas dos victorias, la iniciativa estratégica en la península ibérica pasó de los franceses a los aliados bajo el mando de Wellington. Al mismo tiempo, el emperador Napoleón perdió el interés por España al volcar sus energías en su planeada invasión napoleónica de Rusia. Ordenó la retirada de España de 27 000 unidades de la Guardias Imperiales y del Polonia, debilitando las fuerzas de ocupación francesas. Napoleón ordenó que su hermano el rey José Bonaparte y el jefe de Estado Mayor de José, el  mariscal Jean-Baptiste Jourdan asumieran el mando general de los ejércitos franceses en España. En realidad, el mariscal Louis Gabriel Suchet en el este de España, el mariscal Jean-de-Dieu Soult en Andalucía y el mariscal Marmont en el oeste de España seguirían actuando como mandos independientes. Además, el ejército francés en el norte de España nunca se puso bajo las órdenes de José. En mayo de 1812, había 230 000 soldados franceses en España, pero la mitad de ellos eran fuerzas de ocupación en el noreste de España y no estaban disponibles para operaciones de campo contra Wellington.
Wellington decidió tomar 48 000 soldados y avanzar contra el Ejército de Portugal de Marmont. Mientras tanto, el teniente general Rowland Hill con 18 000 soldados anglo-portugueses vigilaría Badajoz. Para evitar que Marmont fuera reforzado, Wellington dispuso que fuerzas españolas al mando del general de división Francisco Ballesteros hostigaran a las fuerzas de Soult en el sur y que el almirante británico Home Riggs Popham realizara incursiones en la costa norte de España. El ejército de Marmont contaba con 52 000 soldados, pero solo 35 000 estaban inmediatamente disponibles para las operaciones de campo y estos fueron dispersados para obtener alimentos. Una de sus divisiones estaba estacionada en Asturias y no podía ser utilizada sin el permiso de Napoleón. José y Jourdan tenían 18 000 hombres alrededor de Madrid pero 6000 de ellos eran tropas españolas pro-francesas poco fiables. José ordenó a Marmont y Soult que cooperaran en caso de una ofensiva aliada, pero Soult se negó en redondo.

### Operaciones
El 13 de junio, el ejército de Wellington cruzó el río Águeda cerca de Ciudad Rodrigo en tres columnas en un frente 10 millas (16 km) de ancho. El avance continuó de forma constante durante los tres días siguientes. El ala derecha estaba formada por la 1.ª División de Infantería, la 6.ª División de Infantería y la 7.ª División de Infantería del Reino Unido. El centro estaba formado por la División Ligera, la 4.ª División de Infantería, y la 5.ª División de Infantería del Reino Unido. El ala izquierda incluía la 3.ª División de Infantería y dos brigadas portuguesas independientes dirigidas por los  generales de brigada Denis Pack y Thomas Bradford. Las tres columnas estaban cubiertas por unidades de caballería. Con la excepción de la 1.ª División y la División Ligera, Wellington organizó todas sus divisiones de infantería con una brigada portuguesa y dos británicas o de la Legión Alemana del Rey. La 1.ª División tenía una brigada de la Legión Alemana del Rey y dos brigadas británicas, mientras que la División Ligera tenía dos brigadas, cada una formada por infantería ligera británica y portuguesa. El 16 de junio, al acercarse a Salamanca, la caballería de la columna central ahuyentó a parte de la caballería ligera francesa.
Cuando Marmont recibió noticias el 14 de junio de la ofensiva aliada, ordenó inmediatamente a su ejército que se concentrara en Fuentesaúco, 20 millas (32 km) al norte de Salamanca. Su ejército incluía dos divisiones de caballería y las divisiones de infantería de los generales de división Maximilien Sébastien Foy, Bertrand Clausel, Claude François Ferey, Jacques Thomas Sarrut, Antoine Louis Popon de Maucune, Antoine François Brenier de Montmorand, y Jean Guillaume Barthélemy Thomières, en orden numérico del 1.º al 7.º. Brenier y Maucune y general de brigada de Jean-Baptiste Théodore Curto evacuaron Salamanca y retrocedieron hasta el punto de encuentro. Foy marchó desde Ávila hacia el sureste, Clausel llegó desde Peñaranda de Bracamonte hacia el sureste, Ferey partió desde Valladolid hacia el noreste, Thomières marchó desde Zamora al noroeste, Sarrut vino de Toro al norte, y los dragones del general de brigada Pierre François Xavier Boyer partieron de Toro y de Benavente al norte. Para el 19 de junio, Marmont tenía 36 000 soldados de infantería, 2800 de caballería y 80 piezas de artillería reunidos en Fuentesaúco. A pesar de las instrucciones de Napoleón, Marmont también llamó a los 6500 hombres del General de División Jean Pierre François Bonet de Asturias, pero estos soldados no pudieron llegar hasta casi tres semanas.
El ejército de Wellington contaba con 28 000 británicos y 17 000 portugueses, y una división de 3000 españoles dirigida por el general de división Carlos de España, en total 48 000 hombres. Con 3500 soldados de caballería, los aliados eran superiores a los franceses por primera vez en este brazo. Tanto Marmont como Wellington tenían una idea exacta de la fuerza de su oponente y ambos estaban ansiosos por librar una batalla. Sin embargo, Marmont prefirió esperar a que llegara la división de Bonet para que sus efectivos fueran casi iguales a los de su adversario. El comandante francés también esperaba ser reforzado por 8000 soldados del Ejército del Norte del general de división Marie-François Auguste de Caffarelli du Falga. Estas tropas se reunirían en Vitoria y marcharían hacia el suroeste. En ese momento Soult insistió en que Wellington estaba a punto de descender sobre Andalucía con 60 000 soldados, cuando sólo los 18 000 de Hill observaban sus fuerzas. Debido a las peticiones de ayuda de Soult, Joseph y Jourdan en Madrid no estaban seguros inicialmente de si Marmont o Soult era el verdadero objetivo del comandante británico.

## Sitio

### Bombardeo inicial

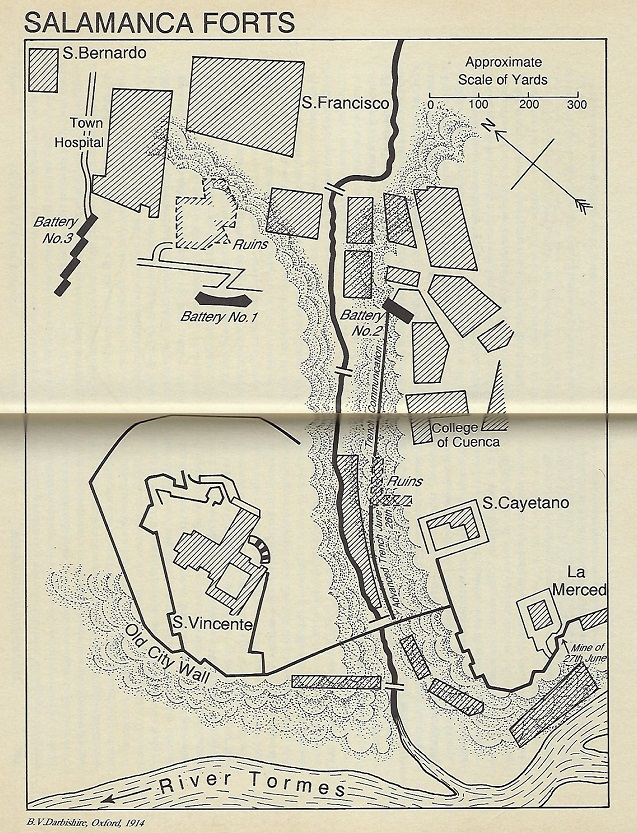
Map shows the Salamanca forts and Allied batteries.

El 17 de junio, el ejército de Wellington envolvió Salamanca, con el ala izquierda dirigiéndose al norte de la ciudad y el centro y el ala derecha dando vueltas hacia el sur. Las tres columnas se unieron en el lado norte de Salamanca y luego avanzaron 3 millas (4,8 km) hasta las alturas de San Cristóbal. Wellington esperaba que el asedio a los fuertes de Salamanca incitara a Marmont a atacarle en las alturas. Solo los ̺14.os Dragones Ligeros y la 6.ª División británica entraron en la ciudad para asediar los fuertes. Los ciudadanos españoles estaban encantados de que los franceses se hubieran ido y dieron a los aliados una alegre bienvenida en la Plaza Mayor. Wellington instaló su cuartel general en la ciudad mientras la 6.ª División del general de división Henry Clinton invertía los fuertes. Para preparar los fuertes para la defensa, los zapadores de Marmont habían demolido gran parte del antiguo barrio de la Universidad en la parte suroeste de la ciudad.

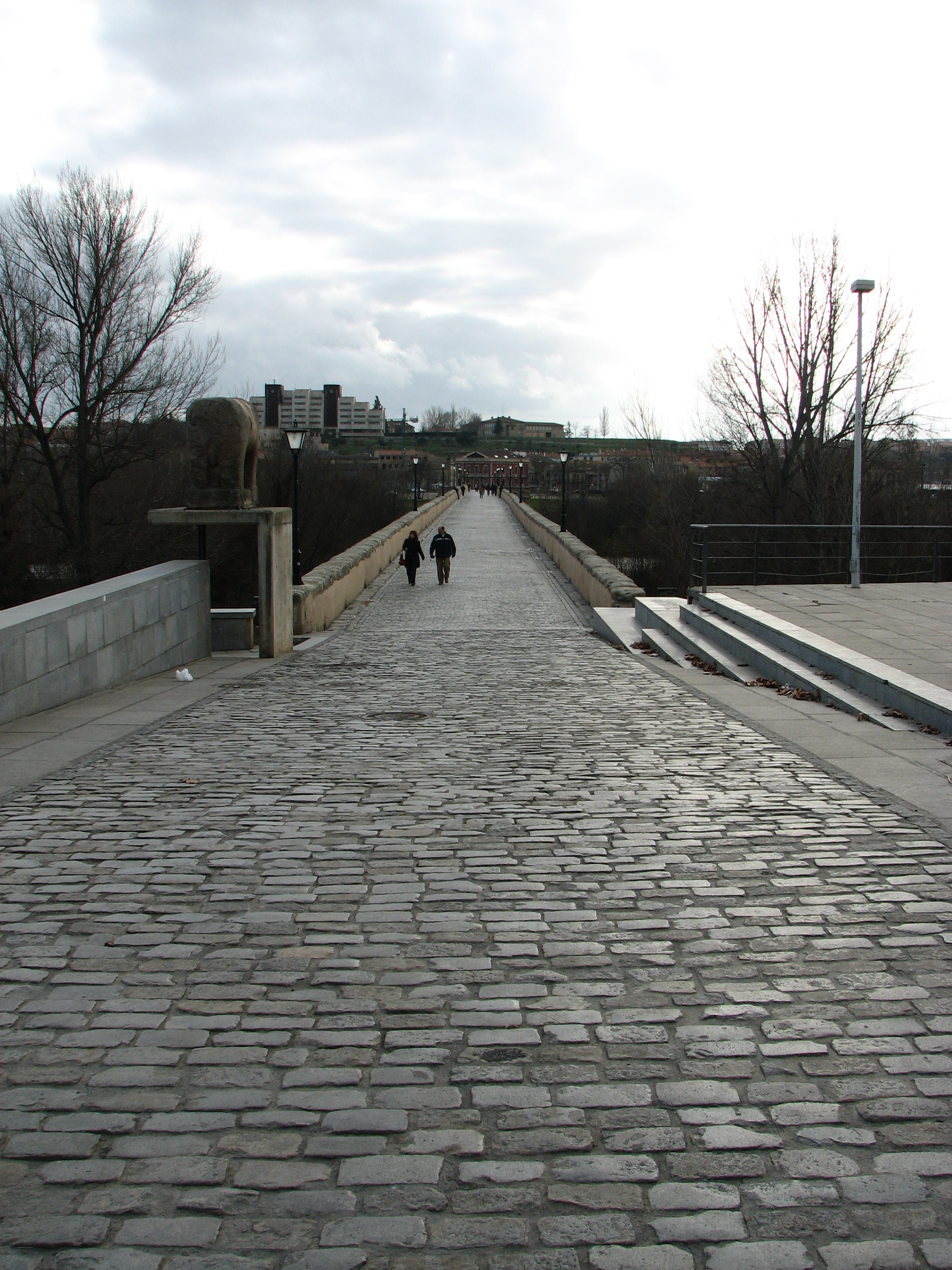
Salamanca's Roman bridge was commanded by the La Merced fort.

A Wellington le habían hecho creer que los fuertes eran conventos medievales preparados apresuradamente y que su reducción sería relativamente fácil. Debido a esta creencia, el ejército aliado llevó solamente cuatro cañones largos de 18 libras, cada uno con solo 100 disparos. En realidad, los tres conventos fueron reforzados masivamente con mampostería de los edificios desmantelados de la Universidad, vigas de roble y tierra. Los muros de los conventos se duplicaron, las ventanas se bloquearon y los alrededores se protegieron con escarpas, contraescarpas y empalizadas. Con 30 cañones, el fuerte más grande, San Vicente, estaba situado en el ángulo suroeste de la antigua muralla. San Cayetano, con cuatro cañones, estaba al sureste de San Vicente. Al sur de San Cayetano estaba La Merced con dos cañones que impedían a los aliados utilizar el puente romano sobre el río Tormes. San Vincente y La Merced daban al Tormes y eran prácticamente inexpugnables contra un ataque desde el sur y el oeste. Sólo los lados norte de San Vincente y San Cayetano parecían prometedores para el ataque. San Vicente estaba separado de San Cayetano y La Merced por un barranco que se adentraba en el Tormes en dirección suroeste. Los tres fuertes estaban diseñados para apoyarse mutuamente; cualquier columna que atacara un fuerte podía esperar encontrarse con el fuego cruzado de los otros fuertes.
La guarnición francesa estaba formada por seis compañías de flanco del 17.º Ligero, y los regimientos de infantería de línea 15.º, 65.º, 82.º y 86.º, más una compañía de artillería. Duchemin, del 65.º de Línea, comandaba 800 soldados y 36 cañones, en su mayoría ligeros. La 6.ª División británica incluía la 1.ª Brigada al mando del general de división Richard Hulse, la 2.ª Brigada dirigida por el general de división Barnard Foord Bowes, y la brigada portuguesa al mando del general de brigada conde de Rezende. La 1ª Brigada estaba formada por los batallones 11.º de a pie, 53.º de a pie, 61.º de a pie y una compañía del 60.º de a pie. La 2.ª Brigada estaba compuesta por los batallones del 2.º de a pie, 32.º de a pie, 36.º de a pie. La brigada portuguesa incluía el 9º Batallón de Cazadores y dos batallones cada uno del 8.º y 12.º Regimiento de Línea. El teniente coronel John Fox Burgoyne era el oficial de ingenieros de mayor rango y el teniente coronel May de la Royal Artillery comandaba los cañones de 18 libras.
Burgoyne eligió una posición para los cañones de 18 libras al norte de San Vicente. En la noche del 17 de junio, 400 soldados de la 6ª División comenzaron a excavar la posición de la batería. Los grupos de trabajo no tenían experiencia en trabajos de asedio y los franceses tuvieron la zona bajo fuego de cañón y mosquete toda la noche. Por la mañana, la trinchera sólo llegaba hasta las rodillas y los trabajadores tuvieron que retirarse a cubierto. Esa noche un grupo de exploración fue descubierto y varios hombres fueron heridos por los defensores. Los sitiadores añadieron 300 tiradores de la Legión Alemana del Rey a su fuerza para suprimir el fuego de los defensores. May tomó prestados tres obuses y dos cañones de 6 libras de la artillería de campaña y puso ambos cañones en el convento de San Bernardo. Estos cañones eran demasiado pequeños para destrozar las murallas, pero su fuego molestaría a los defensores.
En la mañana del 19 de junio, la primera batería estaba terminada y los cuatro cañones de 18 libras y los tres obuses abrieron fuego, causando algunos daños en San Vicente. Mientras tanto, se pusieron en marcha otras dos baterías, una al oeste cerca de San Bernardo y otra al este cerca del Colegio de Cuenca. Dos de los obuses se trasladaron a la batería de Cuenca, pero recibieron un fuego tan mortífero que 20 artilleros sufrieron bajas ese día. El 20 de junio, el coronel Alexander Dickson llegó con un tren de seis obuses de 24 libras desde la fortaleza portuguesa de Elvas. Los tres obuses prestados fueron devueltos a la artillería de campaña. Dos de los obuses de 18 libras fueron trasladados a la batería de Cuenca y su fuego derribó parte del tejado de San Vicente, matando a algunos de sus defensores. Viendo que su artillería se estaba quedando sin municiones, Wellington envió una petición a Almeida para que se enviara un convoy de reabastecimiento de municiones. El bombardeo fue suspendido.

### Intento de alivio

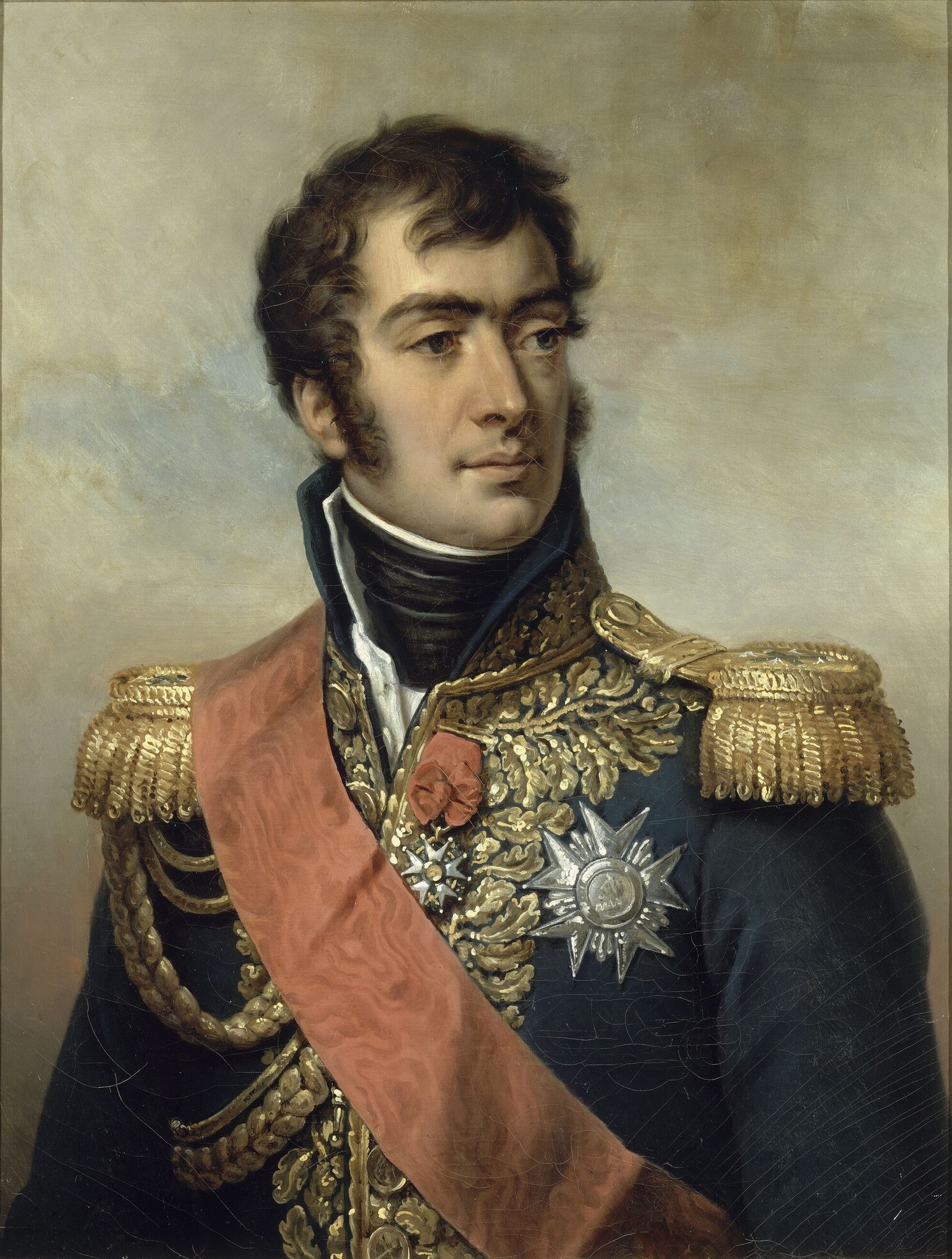
Auguste de Marmont

Una vez reunido su ejército, Marmont avanzó hacia Salamanca el 20 de junio, haciendo retroceder a las patrullas de caballería aliadas. Wellington situó su ejército con su flanco derecho en Cabrerizos en el Tormes y su flanco izquierdo en San Cristóbal de la Cuesta. De derecha a izquierda, estaban las divisiones 1ª, 7ª, 4ª, Ligera y 3ª y luego las brigadas de Pack y Bradford. La 5ª División, la brigada de Hulse de la 6ª División y la división de España se mantuvieron en reserva. La brigada de caballería ligera del general de división Victor Alten protegía el flanco derecho, mientras que la brigada de caballería ligera del coronel William Ponsonby cubría el izquierdo. Las brigadas de caballería pesada de los generales de división John Le Marchant y Eberhardt Otto George von Bock estaban en reserva. Las dos brigadas restantes de la 6ª División mantuvieron la inversión de los tres fuertes. Las tropas de Marmont ocuparon Castellanos de Moriscos y luego atacaron Moriscos. El 68.º de a pie rechazó tres ataques pero Wellington retiró la unidad a su línea principal de defensa esa noche.
Wellington esperaba ser atacado en la mañana del 21 de junio, pero Marmont no inició ninguna acción porque las divisiones de Foy y Thomières y una brigada de dragones no llegaron hasta la tarde. Esa mañana, Wellington podría haber aplastado a su adversario en inferioridad numérica y su personal se preguntaba por qué su jefe no atacaba. Según una carta que envió al primer ministro Robert Jenkinson, Wellington esperaba conseguir otra victoria defensiva como la batalla de Bussaco. Esa noche Marmont celebró un consejo de guerra en el que Maucune y Ferey le aconsejaron que atacara, pero Clausel y Foy le convencieron de que no lo hiciera. El 22 de junio, el comandante británico se dio cuenta de que Marmont no iba a atacar. Con la esperanza de provocar un ataque, Wellington hizo que el 51.º de a pie y el 68.º de a pie de la 7ª División británica expulsaran a los franceses de una loma cerca de Moriscos. Esto se logró con una pérdida británica de siete muertos y 26 heridos. Esa noche, el ejército de Marmont se retiró 6 millas (10 km) a una posición cerca de Aldearrubia con su flanco izquierdo en Huerta cerca del Tormes. El 23 de junio, Wellington envió la brigada de Hulse de vuelta a Salamanca y ordenó a Clinton que renovara el asedio de los fuertes. También envió a la caballería de Bock a patrullar la orilla oeste del Tormes frente a Huerta.

### Asalto
El 23 de junio, Clinton reanudó el asedio de los tres fuertes a pesar de la desventaja de tener muy poca munición. Los cuatro cañones de 18 libras solo tenían 60 cartuchos en total y los seis obuses tenían 160 proyectiles entre todos. Los ingenieros y artilleros decidieron ignorar San Vicente porque era demasiado fuerte. En su lugar, se centraron en reducir San Cayetano. Con esta idea, uno de los obuses de 18 libras se trasladó a la batería de San Bernardo para conseguir un enfilado sobre un punto vulnerable de San Cayetano. Después de disparar toda la mañana, los cañones de 18 libras se quedaron sin munición por la tarde. San Cayetano resultó considerablemente dañado, pero no hubo ninguna brecha en sus muros. A pesar de ello, Wellington ordenó un asalto a las 10 de la noche.
La fuerza atacante estaba formada por las seis compañías ligeras de las brigadas de Hulse y Bowes, aproximadamente entre 300 y 400 hombres. Como no había ninguna brecha, los hombres llevaban 20 escaleras para alcanzar el parapeto. Los oficiales observaron que la empresa era difícil, y los hombres parecían sentirlo. El asalto se lanzó desde unas ruinas cercanas a la batería de Cuenca. En cuanto la columna asaltante salió de su cobertura, recibió un mortífero fuego de cañones y mosquetes no solo de San Cayetano, sino también de San Vicente. Hubo bajas desde el primer momento. Solo se colocaron dos escaleras, pero nadie se atrevió a subirlas, ya que para entonces estaba claro que el ataque era inútil. Las otras escaleras estaban mal hechas y algunas se deshicieron mientras las llevaban. Bowes fue herido levemente en seguida mientras dirigía el asalto. Se curó la herida y se apresuró a volver a la batalla, pero fue asesinado al pie de las escaleras. El asalto fracasó con una pérdida de seis oficiales y 120 hombres muertos o heridos. Los británicos pidieron una tregua para recoger a sus muertos y heridos, pero los franceses se negaron y el cadáver de Bowes no se recuperó hasta más tarde.

### Bombardeo final

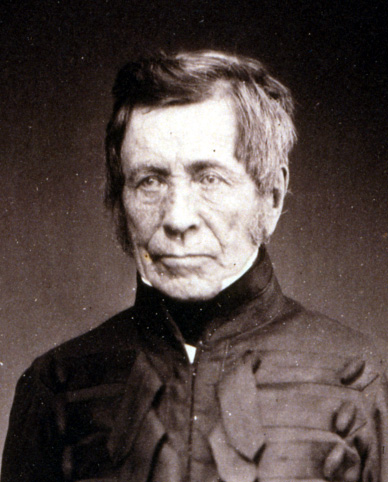
John Fox Burgoyne, 1855

En la madrugada del 24 de junio había una espesa niebla, acompañada por los sonidos apagados de los mosquetes y por el ocasional ruido de un cañón disparando. Cuando la niebla se disipó a las 7 de la mañana, Wellington y su estado mayor pudieron ver a la caballería de Bock retirándose ante dos divisiones de infantería francesa y una brigada de caballería ligera que había cruzado el Tormes. El comandante del ejército británico ordenó al teniente general Thomas Graham que llevara a las divisiones 1ª y 7ª y a la caballería de Le Marchant al otro lado del río en Santa Marta de Tormes y bloqueara el empuje francés. Los franceses se adelantaron hasta el pueblo de Calvarrasa de Abajo, más allá del cual encontraron las divisiones de Graham desplegadas en una posición fuerte. De repente, los franceses dieron la vuelta y retrocedieron a través de los vados de la Huerta. Los aliados no los persiguieron. Las tropas de Graham volvieron pronto a sus posiciones anteriores en la orilla este. Ninguno de los dos ejércitos se movió el 25 de junio. Ese día, los soldados de la 6ª División completaron una trinchera a lo largo del fondo del barranco, aislando San Vicente de los otros dos fuertes.

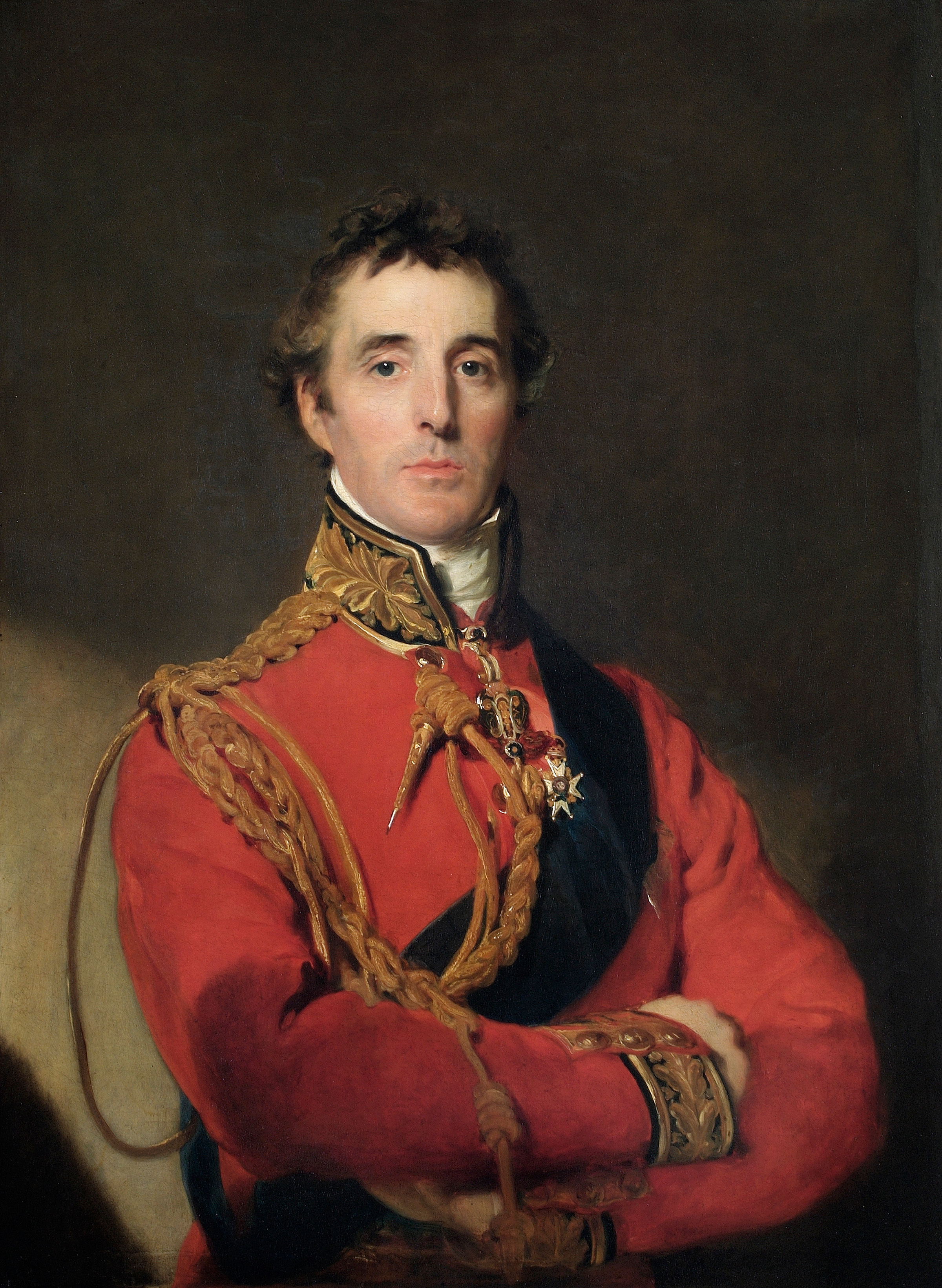
Lord Wellington

En la mañana del 26 de junio llegó por fin el convoy de municiones. Los artilleros trasladaron los cuatro obuses de 18 libras a la batería de San Bernardo y dirigieron su fuego hacia San Cayetano. En la batería de Cuenca se colocaron cuatro obuses y se les ordenó disparar al rojo vivo contra el tejado de San Vicente. El bombardeo comenzó a las 3 de la tarde y continuó durante toda la noche. En total, se produjeron 18 incendios distintos en el tejado y la torre de San Vicente, que fueron apagados por la guarnición. Los franceses habían utilizado una gran cantidad de madera para reforzar el fuerte, y esto proporcionó el combustible. Tras cuatro horas más de bombardeos, en la mañana del 27 de junio, los cañones de 18 libras abrieron una brecha en los muros de San Cayetano. Un nuevo incendio estalló en San Vicente; prendió el almacén principal de tablones y amenazó con hacer explotar el polvorín. Hasta ese momento, el fuego de respuesta francés era intenso, pero el fuego de la guarnición, agotada, comenzó a disminuir. Wellington ordenó asaltar San Cayetano.
La columna de asalto se formó en el barranco debajo de San Cayetano. Justo cuando los hombres estaban a punto de cargar, una bandera blanca apareció en la brecha. El comandante francés pidió una tregua, solicitando una oportunidad para comunicarse con Duchemin, y prometiendo rendirse en dos horas. Wellington exigió una rendición en cinco minutos, pero el oficial francés siguió negociando. A pesar de ello, la columna de asalto salió del barranco y se abalanzó sobre el fuerte. Unos pocos disparos dispersos hirieron a seis atacantes, luego la guarnición de San Cayetano arrojó sus armas. En ese momento, el fuego en San Vicente era intenso y allí también ondeaba una bandera blanca. Duchemin pidió una tregua de tres horas, pero Wellington repitió su anterior promesa de asaltar el lugar en cinco minutos si no se producía la rendición. Duchemin trató de dar largas, pero el 9º de los Cazadores salió del barranco y entró en el fuerte. No hubo resistencia y la bandera francesa fue rápidamente arriada. La fuente no menciona cómo ni cuándo se rindió La Merced.

## Resultado
Las bajas británicas fueron de 5 oficiales y 94 hombres muertos y 29 oficiales y 302 hombres heridos. Las pérdidas francesas durante el asedio fueron de 3 oficiales y 40 hombres muertos, 11 oficiales y 140 hombres heridos, y algo menos de 600 hombres no heridos capturados. De los 14 oficiales muertos o heridos, cinco pertenecían a la 65.ª Línea, dos a la 15.ª Línea y a la 17.ª Ligera, uno a la 86.ª, a la artillería y a los ingenieros, y dos estaban en paradero desconocido. Además, los aliados capturaron 36 cañones de diversos calibres, un buen suministro de pólvora y una cantidad considerable de ropa. Los aliados arrasaron los tres fuertes. La pólvora incautada fue entregada a los soldados de España. El 7 de julio, un descuido en la manipulación de la pólvora provocó la detonación de una parte de la misma, matando a 20 civiles y algunos soldados y destruyendo varias casas.
El 26 de junio, Marmont recibió una carta del Ejército del Norte en la que Caffarelli le explicaba que sus refuerzos no iban a llegar después de todo. La escuadra naval de Popham apareció en el golfo de Vizcaya y la guerrilla española comenzó a causar estragos en el norte. Caffarelli no podía prescindir de ningún hombre debido a estas incursiones. Cuando, al amanecer del 27 de junio, Duchemin señaló que aún resistía, Marmont resolvió un intento desesperado de maniobrar al sur de Salamanca. Unas horas más tarde, los fuertes cesaron el fuego y pronto Marmont adivinó que habían capitulado. Sin los fuertes, el 28 de junio Marmont inició su retirada hacia el norte, hacia el río Duero, a marchas forzadas. A principios de julio, a Marmont se le unió la división de Bonet, lo que le dio un número igual al de Wellington. Para el 15 de julio reunió a 50 000 soldados para otra ofensiva. Tal vez el resultado más importante del asedio fue la subestimación de Marmont de la capacidad general de Wellington. Como Wellington permaneció pasivamente a la defensiva durante el asedio, Marmont pensó que podía tomarse libertades con su oponente. Esto puede haber llevado a la derrota de Marmont en la batalla de Salamanca el 22 de julio de 1812.